# Mormyridae

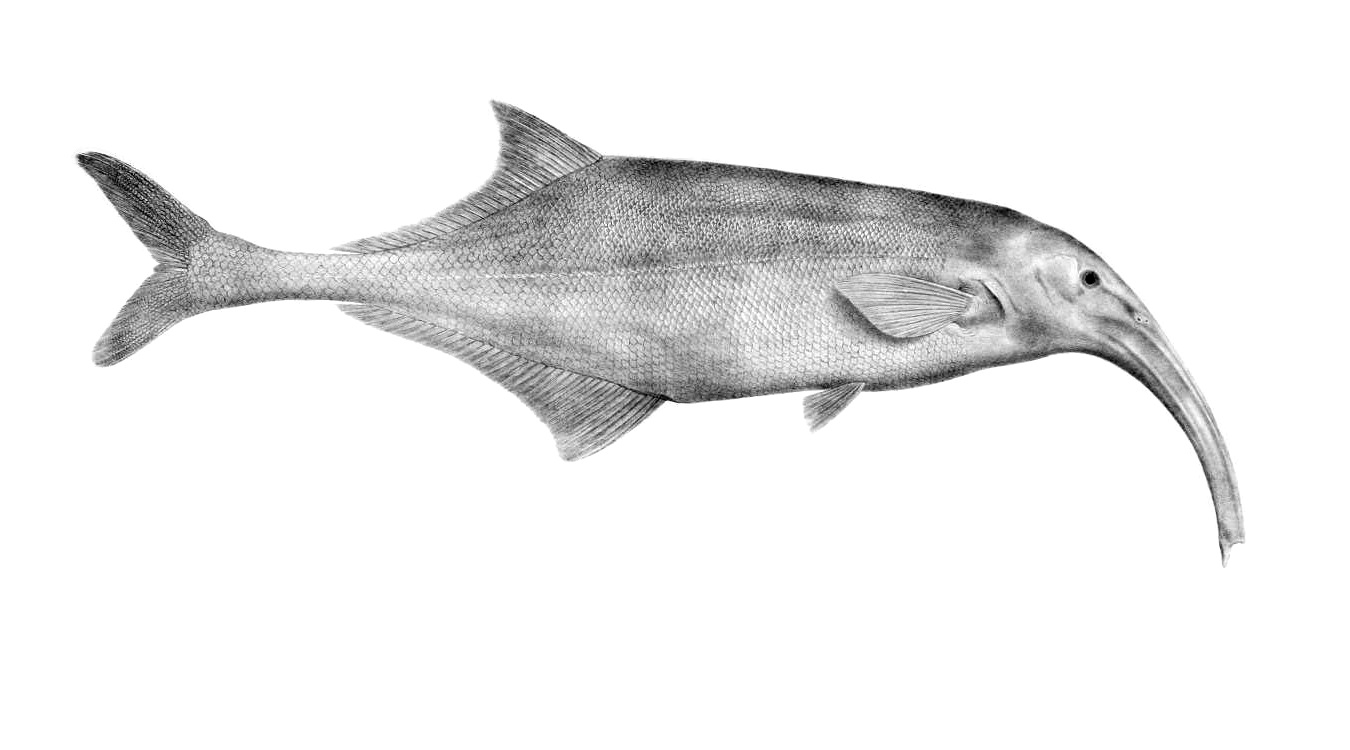
Campylomormyrus curvirostris

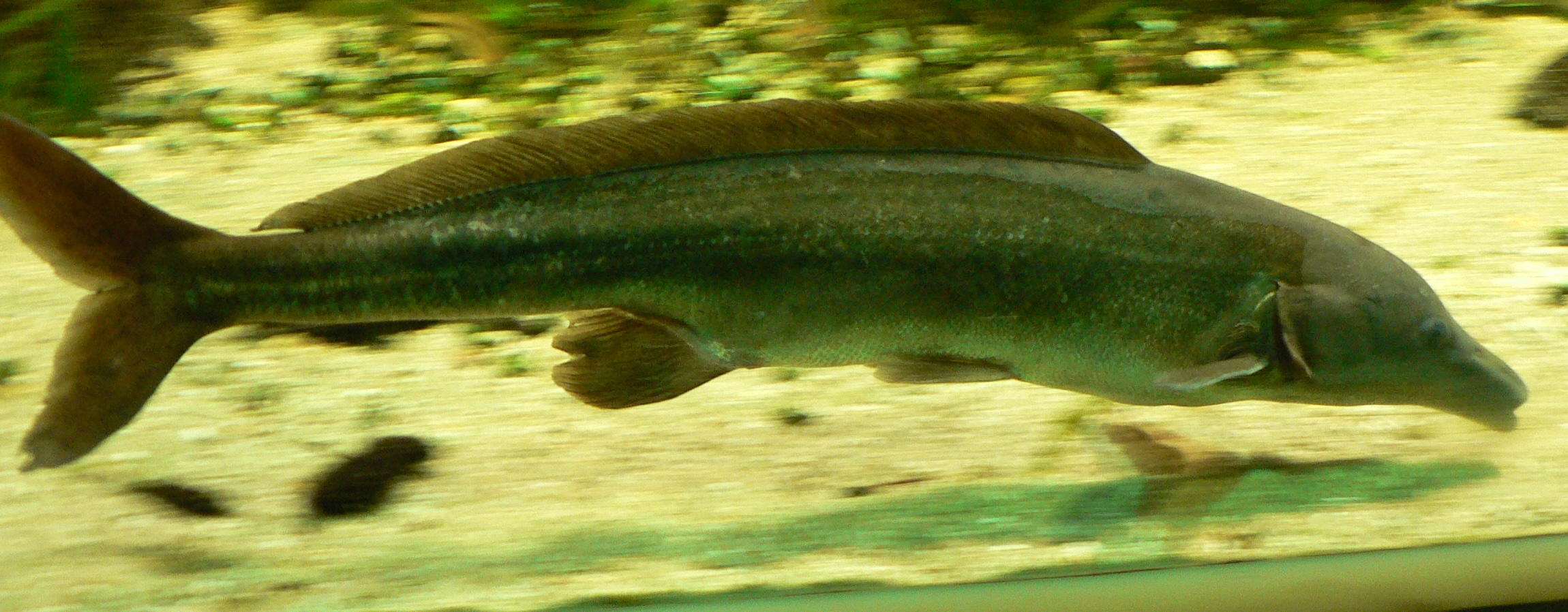
Mormyrus sp.

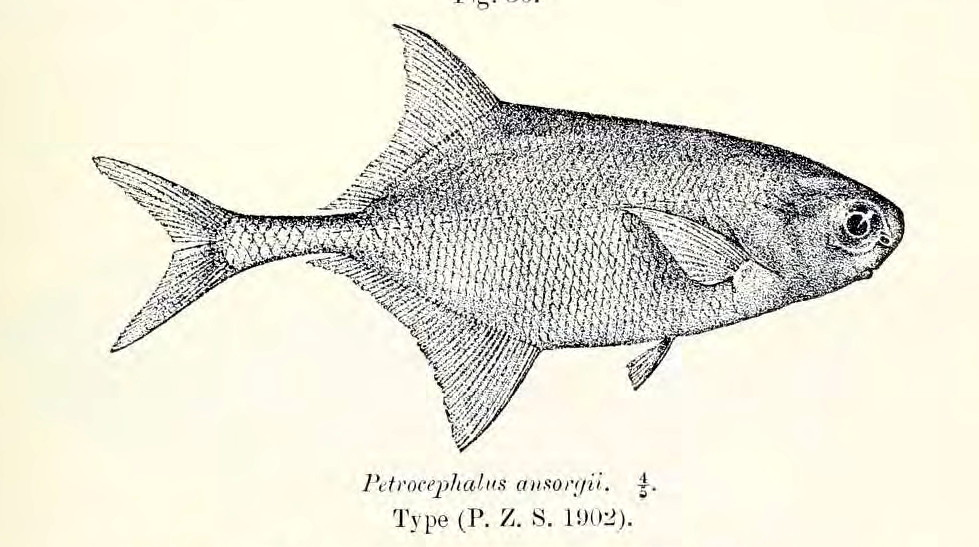
Petrocephalus ansorgii

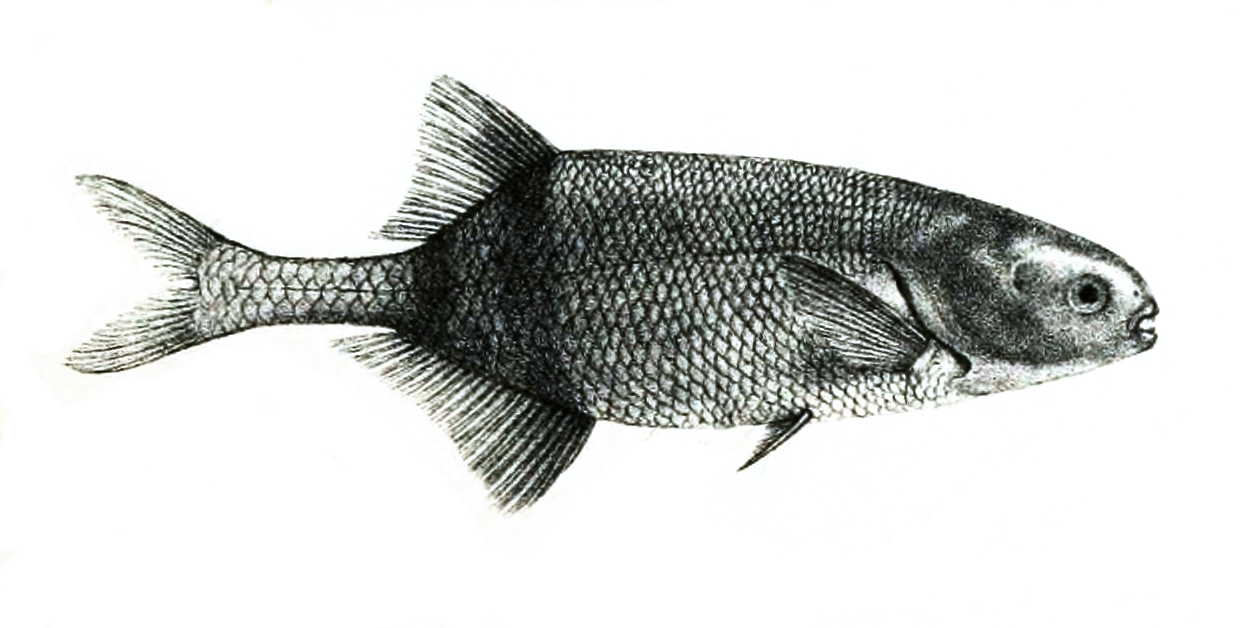
Marcusenius moorii

I Mormyridae sono una famiglia di pesci ossei d'acqua dolce appartenenti all'ordine Osteoglossiformes.

## Distribuzione e habitat
I Mormyridae sono endemici delle acque interne dell'Africa tropicale con esclusione delle regioni temperate meridionali e della parte di continente a nord del deserto del Sahara ad eccezione dell'intero corso del Nilo, in cui sono molto comuni anche nelle regioni settentrionali di pertinenza dell'Egitto.

## Descrizione
I Mormyridae meritano il loro nome comune inglese di elephantfishes (pesci elefante) a causa della conformazione della bocca che in alcune specie è allungata a tubo come una proboscide, ad esempio nel genere Campylomormyrus o Mormyrus. In altre specie come Gnathonemus petersii è allungato solo il labbro inferiore, infine in molte altre la bocca ha conformazione normale o presenta solo un modesto ingrossamento delle labbra. La pinna dorsale è unica, molto arretrata e dotata solo di raggi molli. La pinna anale è in molte specie uguale e simmetrica alla dorsale; esistono comunque diversi generi con pinna dorsale lunga e pinna anale molto breve. La pinna caudale è forcuta ed è portata da un peduncolo caudale sottile.
In genere hanno piccole dimensioni, i più grandi sono i membri del genere Mormyrus che possono superare il metro di lunghezza.

## Biologia
I Mormyridae sono noti per aver evoluto un sistema di orientamento e ricerca delle prede basato su un campo elettrico simile a quello dei Gymnotiformes sudamericani, che sono filogeneticamente lontani. I Mormyridae posseggono un cervelletto molto sviluppato utile all'integrazione degli stimoli elettrici.

## Pesca
Hanno una certa importanza per la pesca di sussistenza nelle regioni centrali africane.

## Acquariofilia
Alcune specie come Gnathonemus petersii sono talvolta allevati negli acquari. Sono considerati difficili da allevare.